# Helena Kottler Vurnik
Helena Kottler Vurnik (ur. 26 września 1882, zm. 4 kwietnia 1962) – słoweńska malarka.

## Życiorys
Była córką Moritza Kottlela radcy prawnego w dyrekcji poczty i Bronisławy Trug, która miała polskie korzenie. W latach 1903–1909 uczyła się rysunku w Graphische Lehr und Versuchsanstalt, potem zapisała się o wiedeńskiej Szkoły Sztuki dla Kobiet i Dziewcząt, która od 1910 roku stała się uczelnią państwową. W 1910 roku Helena otrzymała stypendium państwowe, dzięki któremu mogła wyjechać na pięć miesięcy do Modeny. Po powrocie w 1913 roku zaczęła pracę jako ilustratorka. W tym samym roku wyszła za mąż za architekta Ivana Vurnika. Rok później wrócili do Krainy. Tam wspólnie pracowali nad dekoracjami prywatnej kaplicy dla biskupa Andrieja Karlina w Trieście. Helena nie założyła własnej firmy, ale pracowała razem z mężem. Wykonała dekoracje na budynku Banku Spółdzielczego w Lublanie. Wspólnie wspierali styl narodowy
Podczas II wojny światowej zginął ich 19-letni syn Niko. W 1956 roku Ivan Vurnik został zwolniony z Wydziału Architektury. Przenieśli się do Radovljicy, gdzie w 1963 roku Helena zmarła po długiej chorobie.

## Upamiętnienie
W 2013 roku telewizja słoweńska nakręciła dokumentalny film fabularny Iskalca o Ivanie Vurniku i jego żonie Helenie. Scenariusz napisał Boris Leskovc, a współautorem i reżyserem była Alma Lapajne.
W 2017 roku w Galerii Narodowej Słowenii została przygotowana pierwsza wystawa poświęcona twórczości Heleny Vurnik. Pokazano na niej m.in. znajdującą się w galerii replikę ołtarza Czterech Ewangelistów w kościele św. Piotra w Radovljicy na którym namalowała św. Jana z twarzą swojego mężna Ivana, obrazy i stroje liturgiczne.